# 닛신역 (아이치현)
닛신역(일본어: 日進駅, にっしんえき)은 일본 아이치현 닛신시 에이 2초메에 소재하는 나고야 철도 도요타선의 역이다. 역 번호는 TT06이다.

## 역 구조
상대식 승강장 2면 2선의 고가역이다. 도요타 선 중간역에서는 조스이 역과 함께 수가 적은 종일 역무원 배치역이다.

### 승강장
| 번호 | 노선        | 방향 | 행선                                        |
| ---- | ----------- | ---- | ------------------------------------------- |
| 1    | ■ 도요타 선 | 상행 | 도요타 시 방면                              |
| 2    | ■ 도요타 선 | 하행 | 아카이케・후시미・가미오타이・이누야마 방면 |

## 역 주변
닛신 시 남부에 위치하는 교통 터미널로, 역 주변은 상업 지역과 중저층 주택 지역이 혼재하고 있다. 역 서쪽에는 아이치 현도 57호 세토오후도카이 선이 달린다. 지방 도로를 남쪽으로 나가면 바로 도고
정(町)이다.
2013년 10월에 닛신 시 자전거 등의 방치의 방지에 관한 조례의 일부를 개정하는 조례 및 조례 시행 규칙의 일부를 개정하는 규칙이 공포되어 2014년 2월 1일부터 자전거 등 방치 금지 구역 내(아카이케 역, 닛신 역 주변)에서 자전거·원동기 부착 자전거를 주차장 이외에 2시간 이상 방치되면 철거되므로 주의를 요한다.
- 아이치 현 경찰 아이치 경찰서
- 닛신 시청
- 닛신 시 시민 회관
- 닛신 시 스포츠 센터
- 닛신 시립 나시노키 초등학교
- 닛신 시립 미나미 초등학교
- 도고 정 국립 다카네 초등 학교
- 닛신 시립 남부 어린이집
- 닛신 시 히가시 그라운드
- 아가페 클리닉
- 가와이 소아과 클리닉
- 이세키 내과 클리닉
- 가나야마 클리닉
- 닛신 위장과 외과
- 닛신 스즈키 성형 외과
- 미즈노 피부과
- 닛신 사카에 우체국
- 미쓰비시도쿄UFJ은행 닛신 지점
- 미쓰이스미토모 은행 닛신 역 출장소(ATM)
- 도요타 자동차 닛신 연수 센터
- 코판 스포츠 클럽 코팡아토레 닛신
- 시험 침구 접골원

## 역사
계획 시 가칭은 오리 역이었다.
- 1979년 7월 29일: 개업.
- 2002년 3월: 휠체어 대응 엘리베이터 설치.
- 2003년 10월 1일: 트랜 패스 사용 개시.
- 2011년 2월 11일: IC카드 승차권 "manaca" 공용 개시.
- 2012년 2월 29일: 트랜 패스 공용 종료.

## 인접역
| 나고야 철도 ■ 도요타선      | 나고야 철도 ■ 도요타선 | 나고야 철도 ■ 도요타선       |
| --------------------------- | ---------------------- | ---------------------------- |
| TT07 아카이케 아카이케 방면 |                        | 고메노키 TT05 도요타 시 방면 |